# Домналл мак Катайл
Домналл мак Катайл (др.‑ирл. Domnall mac Cathail; умер в 715) — король Коннахта (до 715 года) из рода Уи Бриуйн.

## Биография
Согласно средневековым генеалогиям, Домналл был сыном умершего в 680 году Катала и внуком убитого в 649 году правителя Коннахта Рогаллаха мак Уатаха. Он принадлежал к Уи Бриуйн Ай, одной из ветвей рода Уи Бриуйн. Земли Уи Бриуйн находились на равнине Маг Ай, располагаясь вокруг древне-ирландского комплекса Круахан.
Отец Домналла мак Катайла так и не смог овладеть престолом Коннахта. Однако в конце VII — начале VIII веков этим королевством правили двоюродный брат и дядя Домналла, короли Муйредах Муллетан и Келлах мак Рогаллайг. В некоторых исторических источниках и сам Домналл упоминается как монарх. Такая информация содержится в списках коннахтских королей, сохранившихся в «Лейнстерской книге» и в трактате «Laud Synchronisms». В обоих списках правление Домналла ошибочно расположено между правлениями Катала мак Муйредайга и Индрехтаха мак Муйредайга. В «Лейнстерской книге» Домналл наделён двумя годами правления, а Индрехтах назван королём-соправителем. В то же время, в «Laud Synchronisms» сообщается о пятилетнем правлении Домналла. Смерть Домналла зафиксирована с «Хронике скоттов» в записях о событиях 715 года. В этом источнике он также назван королём Коннахта.
По мнению историка Т. Чарльз-Эдвардса, Домналл мак Катайл был самостоятельным правителем Коннахта, в то время как Ф. Д. Бирн отводил Домналлу только роль короля-соправителя при правившем в 707—723 годах Индрехтахе мак Муйредайге.